# 4849 Ardenne
A 4849 Ardenne (ideiglenes jelöléssel 1936 QV) a Naprendszer kisbolygóövében található aszteroida. Karl Wilhelm Reinmuth fedezte fel 1936. augusztus 17-én.